# AXsiZ
AXsiZ Co., Ltd. (яп. 株式会社AXsiZ, Kabushiki-gaisha Akushizu) — японська анімаційна студія, заснована 7 липня 2011 року колишніми співробітниками другого виробничого підрозділу Studio Gokumi, з якою компанія підтримує тісні зв’язки.

## Праця

### Телесеріали
| Рік       | Назва                                                                                    | Режисер(и)     | На основі | Еп.    | Прм.   |
| --------- | ---------------------------------------------------------------------------------------- | -------------- | --- | ------ | ------ |
| 2016      | Pandora in the Crimson Shell: Ghost Urn (спільна анімація з Studio Gokumi)               | Муненорі Нава  | Манґа | 12     | [ 2 ]  |
| 2016      | Wagamama High Spec                                                                       | Сатоші Шімізу  | Візуальна новела | 12     | [ 3 ]  |
| 2017      | Seiren (спільна анімація з Studio Gokumi)                                                | Томокі Кобаяші | Оригінальна робота | 12     | [ 4 ]  |
| 2018      | Ms. Koizumi Loves Ramen Noodles (спільна анімація з Studio Gokumi)                       | Кендзі Сето    | Манґа | 12     | [ 5 ]  |
| 2018      | Ms. Vampire Who Lives in My Neighborhood (спільна анімація з Studio Gokumi)              | Норіакі Акітая | Манґа | 12     | [ 6 ]  |
| 2018      | Ulysses: Jeanne d'Arc and the Alchemist Knight                                           | Шин Ітагакі    | Ранобе | 12     | [ 7 ]  |
| 2020      | Maesetsu! (спільна анімація з Studio Gokumi)                                             | Юу Нобута      | Оригінальна робота | 12     | [ 8 ]  |
| 2021–2022 | World's End Harem (спільна анімація з Studio Gokumi)                                     | Юу Нобута      | Манґа | 11     | [ 9 ]  |
| 2023      | Reborn as a Vending Machine, I Now Wander the Dungeon (спільна анімація з Studio Gokumi) | Норіакі Акітая | Ранобе | 12     | [ 10 ] |
| 2023      | The Dreaming Boy Is a Realist (спільна анімація з Studio Gokumi)                         | Казуомі Кога   | Ранобе | 12     | [ 11 ] |
| 2025      | I Got Married to the Girl I Hate Most in Class (спільна анімація з Studio Gokumi)        | Хіроюкі Осіма  | style="background: #DDF; Колір: чорний; vertical-align: middle; text-align: center; " class="no table-no2"\|В очікуванні | [ 12 ] |        |

### OVA
| Рік  | Назва                       | Режисер(и) | На основі | Еп. | Прм.   |
| ---- | --------------------------- | ---------- | --------- | --- | ------ |
| 2015 | Kin-iro Mosaic: Pretty Days | Теншо      | Манґа     | 1   | [ 13 ] |

### Фільми
| Рік  | Назва                                                                      | Режисер(и)    | На основі | Прм.   |
| ---- | -------------------------------------------------------------------------- | ------------- | --------- | ------ |
| 2015 | Pandora in the Crimson Shell: Ghost Urn (спільна анімація з Studio Gokumi) | Муненорі Нава | Манґа     | [ 14 ] |
| 2021 | Kin-iro Mosaic: Thank You!! (спільна анімація з Studio Gokumi)             | Муненорі Нава | Манґа     | [ 15 ] |